# قاسم‌زاده
قاسم‌زاده می‌تواند به یکی از این افراد اشاره نماید:
- محمد قاسم‌زاده پژوهشگر، نویسنده و منتقد ادبی ایرانی
- قاسم قاسم‌زاده حقوق‌دان ایرانی
- حجت قاسم‌زاده اصل فیلم‌نامه‌نویسو کارگردان
- حسین‌علی قاسم‌زاده نماینده [[مجلس شورای اسلامی